# 日本三名園

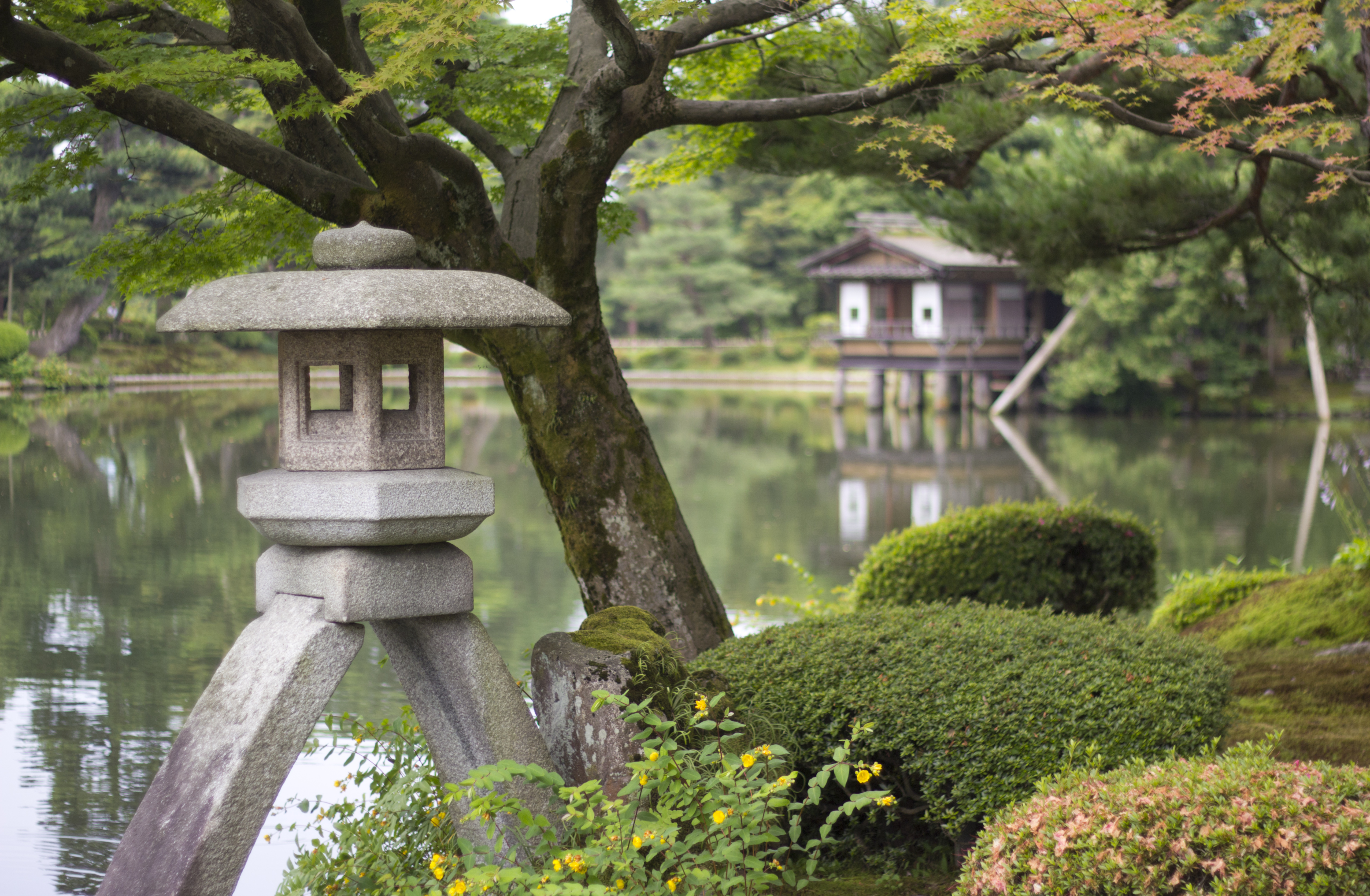
兼六園

日本三名園是3個著名的日本庭園的合稱，即石川縣金澤市的兼六園、岡山縣岡山市的後樂園、茨城縣水戶市的偕樂園，在日本又簡稱「三名園」。
這3個庭園都是江戶時代大名所建造的私家庭園（大名庭園），但不是在同一時間所建，因此當時並沒有「三名園」這個稱呼。「三名園」一名是由何時開始已難以考究，但據信至少是從對民間開放參觀開始。目前所知最早使用「三名園」一詞的文獻是1904年（明治37年）以外國人為對象所發行的寫真集。

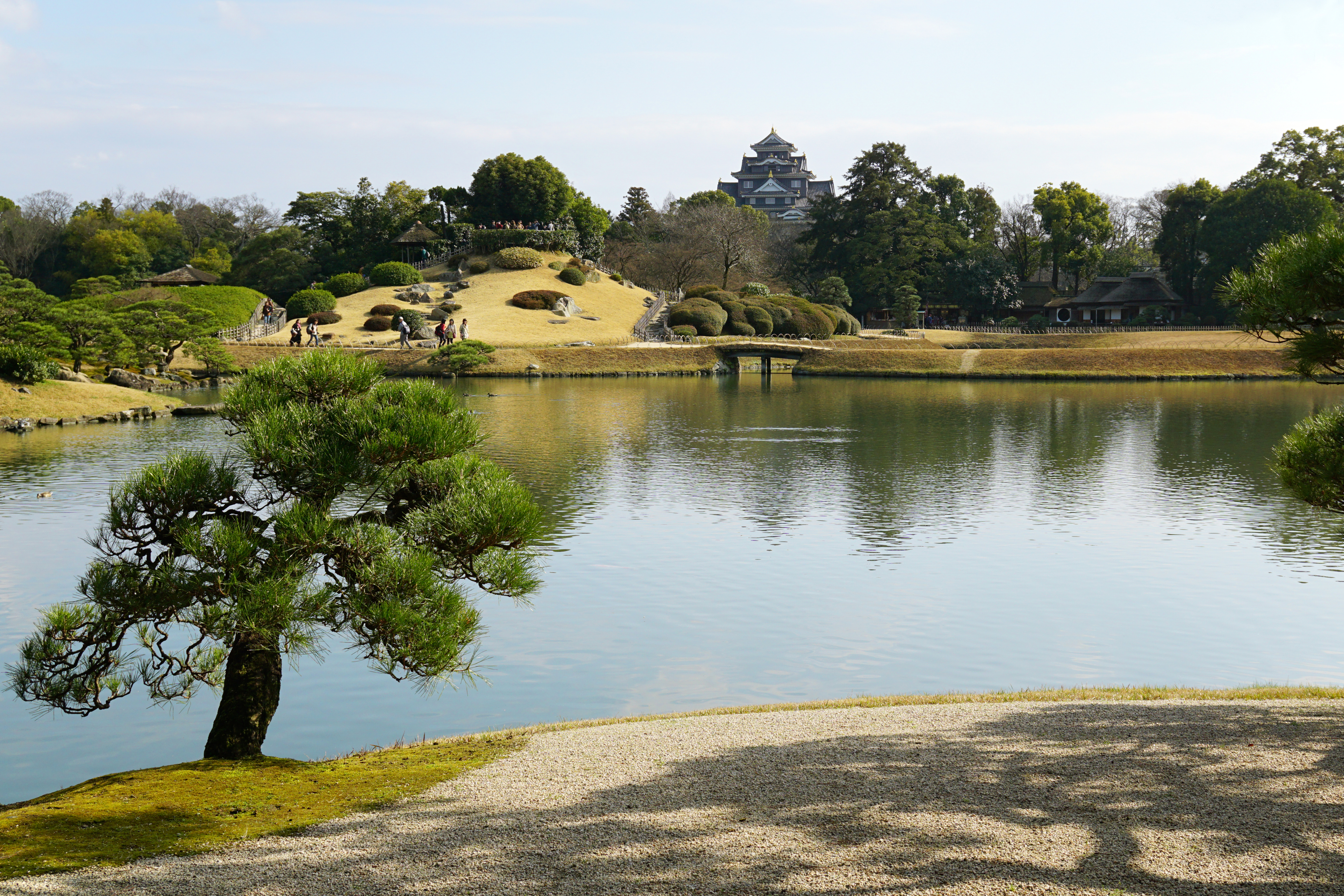
後樂園

三名園的選出諸說紛紜，一個最廣為人知及採用的說法是依據「雪月花」來選出相對應的庭園，即雪：兼六園、月：後樂園、花：偕樂園。
由於這3個庭園都是屬於回遊式庭園，沒有日本庭園中另一個重要形式：枯山水或其他代表性風格，因此這3個名園並不足以代表日本所有的庭園特色。

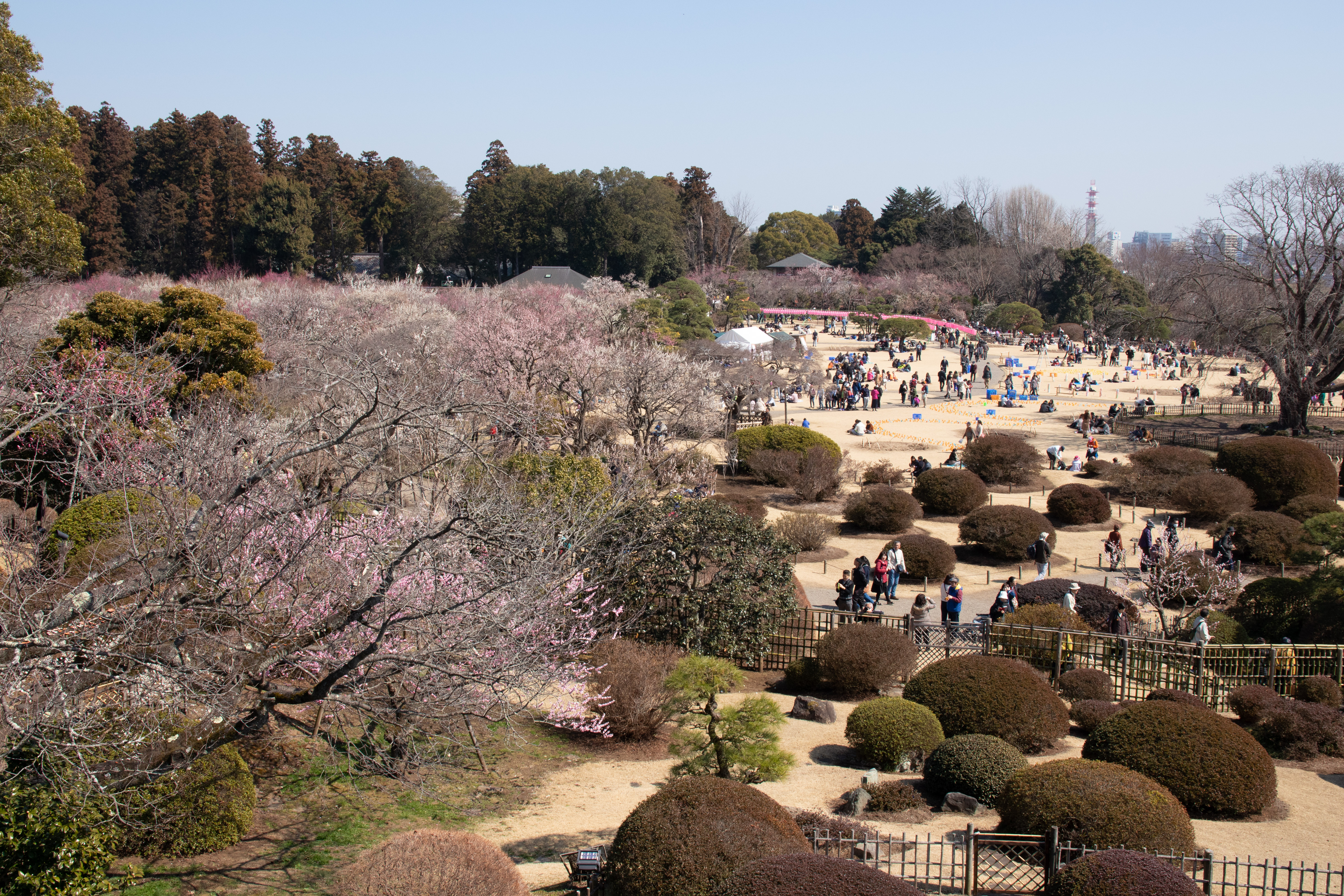
偕樂園

另外，在明治43年（1910年）文部省发行的高等小学读本第一卷中有如下课文：“我国以风致之美闻名于世间的是水户之偕乐园、金泽之兼六园、冈山之后乐园，此三者称为日本之三公园。然则高松之栗林公园木石之雅趣却较此三公园为优。”故明治時期人也未必認為三名園就能代表日本庭園的最高成就。

## 外部連結
- 兼六園 （页面存档备份，存于）
- 後楽園
- 偕楽園